# Vochysia saldanhana
Vochysia saldanhana är en tvåhjärtbladig växtart som beskrevs av Johannes Eugen ius Bülow Warming. Vochysia saldanhana ingår i släktet Vochysia och familjen Vochysiaceae. Inga underarter finns listade i Catalogue of Life.